# Stephanos Skouloudis

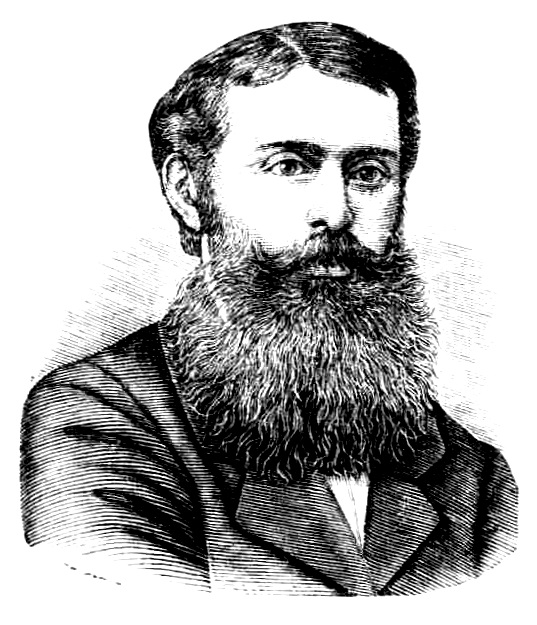
Stephanos Skoulidis

Stephanos Skouloudis (griechisch: Στέφανος Σκουλούδης) (* 23. November 1838 in Konstantinopel; † 19. August 1928) war ein griechischer Bankier, Diplomat, Politiker und ehemaliger Ministerpräsident.

## Studium und Geschäftsmann
Der Sohn eines Geschäftsmannes absolvierte ein Studium der Medizin an der Nationalen und Kapodistrias-Universität zu Athen, das er 1859 abschloss. Anschließend begann er eine kaufmännische Tätigkeit im Handelshaus Rallis und stieg dort 1863 zum Leiter der Geschäftsbeziehungen zur Türkei auf.
Zusammen mit dem Philanthropen Andreas Syngros war er 1871 Gründer der Bank von Konstantinopel. In den folgenden Jahren übernahm er für die griechische Regierung auch diplomatische Missionen zum Osmanischen Reich. 1876 kehrte er als wohlhabender Mann nach Athen zurück. Basil Zaharoff wurde auf Empfehlung von Skouloudis als Verkaufsleiter des Rüstungsherstellers Nordenfelt eingestellt.
1880 wurde Skouloudis zum Mitglied des Vorstandes der National Bank of Greece ernannt. Zwei Jahre später gründete er die erste Gesellschaft zur Trockenlegung des Kopaïs-Sees, um sehr fruchtbares Farmland nördlich von Theben zu gewinnen.

## Politische und diplomatische Laufbahn

### Diplomatischer Unterhändler
Skouloudis wurde zunehmend politisch aktiv. Während der Krise von 1877 aufgrund des Russisch-Türkischen Krieges von 1877 bis 1878 wurde er als Unterhändler zu Verhandlungen mit der albanischen Bevölkerung außerhalb Griechenlands gesandt. Er repräsentierte die Stadt Ioannina in Vorgesprächen zum Berliner Kongress von Juni bis Juli 1878, in dem unter anderem auch die Grenzen zwischen Griechenland und dem Osmanischen Reich festgelegt wurden.
Von 1883 bis 1886 war er Botschafter in Spanien. Nach der einseitigen Annektierung von Ostrumelien durch Bulgarien vom Osmanischen Reich war er Gesandter bei den Friedensverhandlungen von Konstantinopel im Jahre 1886.
Später wurde er von den Ministerpräsidenten Charilaos Trikoupis und Theodoros Deligiannis mit Verhandlungen zur Aufnahme von Auslandskrediten von wohlhabenderen Ländern beauftragt.
Nach dem Ersten Balkankrieg wurde er 1912 von Ministerpräsident Eleftherios Venizelos zum Repräsentanten bei den Friedensgesprächen in London berufen.

### Abgeordneter
Skouloudis begann seine politische Laufbahn 1881 mit der Wahl zum Abgeordneten der Nationalversammlung (Voulí ton Ellínon). Dort vertrat er zunächst bis 1883 die Interessen der neuen liberalen Fünften Partei (Pempto Komma) von Charilaos Trikoupis für den Wahlkreis Syros.
1892 erfolgte seine erneute Wahl zum Mitglied der Nationalversammlung, wo er nun den Wahlkreis von Theben vertrat. 1905 erfolgte seine Wiederwahl zum Abgeordneten für den Wahlkreis Theben.

### Minister
Ministerpräsident Trikoupis berief ihn von 1892 bis 1893 zunächst als Minister für Religion und Erziehung sowie von 1893 bis 1895 als Marineminister in seine Kabinette.
Anschließend gehörte er dem Organisationskomitee zur Vorbereitung der Olympischen Sommerspiele 1896 in Athen an. Dabei erstellte er einen Bericht an den Präsidenten des Organisationskomitees, Kronprinz Konstantin, das die durch Pierre de Coubertin veranschlagten Kosten weit unter den tatsächlich zu erwartenden Kosten lägen und Griechenland deshalb auf die Ausrichtung der Olympischen Spiele verzichten sollte. Nachdem der Kronprinz dies abgelehnt hatte, trat Skouloudis mit einigen Unterstützern von seinem Amt im Organisationskomitee zurück. Der Kronprinz setzte sich mit der Ausführung der Spiele durch, die weitaus erfolgreicher waren als die Spiele 1900 in Paris und 1904 in St. Louis.
Der konservative Ministerpräsident Dimitrios Rallis berief den erfahrenen Diplomaten von April bis Oktober 1897 zum Außenminister in sein Kabinett. In dieser Funktion musste er die erste griechische Niederlage im Türkisch-Griechischen Krieg 1897 mitverantworten.

### Aufstieg zum Ministerpräsidenten und Verurteilung als Königstreuer
Bereits nach der Revolte der Militärischen Liga im Athener Vorort Goudi 1909 wurde sein Name oft als potentieller reformorientierter Ministerpräsidentschaftskandidat genannt. Allerdings wurde schließlich Stephanos Dragoumis zum Premierminister ernannt, der jedoch bald zu Gunsten von Venizelos zurücktrat, was zu einer endgültigen Beendigung der politischen Krise führte.
Nach der Ermordung von König Georg I. und der Thronbesteigung von König Konstantin I. am 18. März 1913 kam es zunehmend zu Spannungen zwischen Ministerpräsident Venizelos und dem neuen König. Diese gipfelten letztlich nach dem Beginn des Ersten Weltkrieges in der Frage des Standpunkts von Griechenland: Während der pro-deutsch eingestellte König eine Neutralitätspolitik favorisierte, trat der Ministerpräsident für einen Kriegseintritt Griechenlands auf Seiten der Alliierten ein.
Nachdem Venizelos sich mit seiner Haltung zunächst nicht durchsetzen konnte, trat er am 7. Oktober 1915 zurück. Nach einer einmonatigen Übergangsregierung von Alexandros Zaimis wurde Skouladis am 7. November 1915 schließlich selbst Ministerpräsident. Er versuchte zunächst die Bildung einer Allparteienregierung zur Erreichung einer nationalen Einheit. Allerdings musste sich auch Skouloudis schwerpunktmäßig mit der Frage des Kriegseintritts auseinandersetzen. Zusätzlich kam es nach der Bildung einer Gegenregierung in Nordgriechenland unter Venizelos zu innenpolitischen Spannungen. Letztlich scheiterte Skouloudis mit seiner Politik und trat am 22. Juni 1916 vom Amt des Ministerpräsidenten zurück. Während seiner Amtszeit war er zugleich Außenminister.
Nach der Abdankung von König Konstantin I. 1917 und der triumphalen Rückkehr von Venizelos nach Athen wurde Skouloudis der Kollaboration mit dem bisherigen König angeklagt. Zusammen mit seinem Kabinett wurde er verurteilt. Nach dem Misserfolg von Venizelos bei den Wahlen vom November 1920 wurden Skouloudis und seine Minister aus der Haft entlassen und schließlich 1921 begnadigt. Bis zu seinem Tode zog er sich völlig aus dem politischen Leben zurück.
Sein schriftlicher Nachlass befindet sich in der American School of Classical Studies in Athen.

## Biographische Quellen und Hintergrundinformationen
- Evi Koukouraki: Von den griechischen Befreiungskriegen bis in die Gegenwart: Geschichte des jungen Griechenlands. 2003
- Domestic Policy 1897–1922
- Ministerliste der Regierungen 1899–1924 (Memento vom 27. Mai 2007 im Internet Archive)
- American School of Classical Studies

| Vorgänger         | Amt                                        | Nachfolger        |
| ----------------- | ------------------------------------------ | ----------------- |
| Alexandros Zaimis | Premierminister von Griechenland 1915–1916 | Alexandros Zaimis |

| Personendaten    | Personendaten                                |
| ---------------- | -------------------------------------------- |
| NAME             | Skouloudis, Stephanos                        |
| KURZBESCHREIBUNG | griechischer Politiker und Ministerpräsident |
| GEBURTSDATUM     | 23. November 1838                            |
| GEBURTSORT       | Konstantinopel                               |
| STERBEDATUM      | 19. August 1928                              |